# Vlag van Angerlo

Vlag van de gemeente Angerlo

De vlag van Angerlo is het gemeentelijk dundoek van de voormalige Gelderse gemeente Angerlo. De vlag werd op 26 september 1977 per raadsbesluit aangenomen. De kleuren symboliseren de samenvoeging van het Richterambt van Doesburg (Angerlo) en de Bannerij van Bahr en Lathum. Sinds 1 januari 2005 behoort Angerlo tot de gemeente Zevenaar.

## Beschrijving
De beschrijving luidt: "Banen volgens de broekdiagonaal geel-rood-geel, met in de bovenhals een gele wassenaar (circelstraal = 1/4 van de vlaggenhoogte)"

## Verwante afbeeldingen

Wapen van Angerlo
Wapen van Doesburg
Het wapen van Bahr

Ammerzoden 
· Angerlo 
· Batenburg 
· Beesd 
· Bemmel 
· Bergh 
· Bergharen 
· Beusichem 
· Borculo 
· Brakel 
· Didam 
· Dinxperlo 
· Dodewaard 
· Dreumel 
· Echteld 
· Eibergen 
· Elst 
· Ewijk 
· Geldermalsen 
· Gendringen 
· Gendt 
· Gorssel 
· Groenlo 
· Groesbeek 
· Hedel 
· Heerewaarden 
· Hemmen 
· Hengelo 
· Herwen en Aerdt 
· Heteren 
· Heukelum 
· Hoevelaken 
· Horssen 
· Huissen 
· Hummelo en Keppel 
· Hurwenen 
· Kerkwijk 
· Kesteren 
· Laren 
· Lichtenvoorde 
· Lienden 
· Lingewaal 
· Maurik 
· Millingen aan de Rijn 
· Neede 
· Neerijnen 
· Overasselt 
· Rijnwaarden 
· Rossum 
· Ruurlo 
· Steenderen 
· Ubbergen 
· Valburg 
· Vorden 
· Wadenoijen 
· Wamel 
· Warnsveld 
· Wehl 
· Wisch 
· Zelhem 
· Zoelen